# Фосфинат аммония
Фосфинат аммония — неорганическое соединение, 
соль аммония и фосфорноватистой кислоты с формулой NH4PH2O2,
бесцветные кристаллы,
растворяется в воде.

## Получение
- Действие раствора аммиака на раствор фосфорноватистой кислоты:

{\displaystyle {\mathsf {HPH_{2}O_{2}+NH_{3}\ {\xrightarrow {}}\ NH_{4}PH_{2}O_{2}}}}

## Физические свойства
Фосфинат аммония образует бесцветные кристаллы
ромбической сингонии,
пространственная группа C mma,
параметры ячейки a = 0,757 нм, b = 1,147 нм, c = 0,398 нм, Z = 4.
Растворяется в воде и этаноле,
не растворяется в ацетоне.

## Применение
- В составе электролита для гальванопластики.